# The 7th Guest
The 7th Guest is een computerspel ontwikkeld door Trilobyte en gepubliceerd door Virgin Interactive. Het kwam in 1993 uit voor DOS, in 1994 voor de Mac en cd-i en in 1995 voor Windows. Het was een van de eerste computerspellen exclusief verkrijgbaar op cd. The 7th Guest is een horrorverhaal waarin de speler lijdt aan geheugenverlies en puzzels moet oplossen. Er werden meer dan twee miljoen exemplaren van het spel verkocht. Het spel is gezien als een killerapplicatie.

## Gameplay
Het spel speelt zich af in het landhuis van de antagonist, Henry Stauf. De speler moet puzzels en raadsels oplossen om erachter te komen wat er gebeurd is met de gasten. Henry Stauf spot ondertussen regelmatig met de speler wanneer hij of zij een puzzel niet haalt ("We'll all be dead by the time you solve this!").

## Verhaallijn
The 7th Guest vertelt ons over Henry Stauf, een vervloekte man. Ooit was hij een dakloze die leefde van berovingen, totdat hij een oude vrouw vermoordde en er met haar geld vandoor ging. Diezelfde avond kreeg Stauf een droom. Hij zag een pop zonder gezicht. Stauf reikte naar de pop en toen hij wakker schrok, had hij de pop uit zijn droom nog in zijn handen. Hij besloot de pop te bewerken en ze een gezicht te geven. De barkeeper van de plaatselijke herberg wilde deze pop graag hebben. Zijn dochter vond de pop namelijk prachtig en Stauf mocht als beloning gratis overnachten in de herberg, de eerste stap naar succes voor de Madman. Die nacht in de herberg kreeg Stauf nog een visioen, een houten puzzel. Stauf loste de puzzel in zijn droom op. Het was duidelijk waar deze dromen hem naartoe wilden leiden: een carrière als speelgoedmaker. Stauf begon een winkel en in korte tijd werd dat een groot succes. Ieder kind wilde een Stauf-pop hebben. Stauf liet een groot huis bouwen en alles liep voorspoedig. Niet veel later sloeg het noodlot echter toe. Alle kinderen die een Stauf-pop hadden gekocht werden ernstig ziek. Tegelijk werden er zes gasten uitgenodigd om te logeren in the Stauf mansion. Zij betraden het huis en zijn nooit meer teruggezien.
Nu, 48 jaar later, betreedt de Zevende Gast het Mansion. Jij bent deze gast. Het is aan jou om uit te zoeken wie je zelf bent, wat er in het huis gebeurde en waar de ziel van Stauf uithangt. Zo slaat de laatste bladzijde uit het boek om en zoomt de camera uit. We bevinden ons in de bibliotheek van het huis. Langzaam kruipen we richting de voordeur waar we de zes gasten het huis zien betreden. De gasten zijn niet meer dan doorzichtige schimmen, beelden uit het verleden. De camera draait om en we kijken richting de indrukwekkende trap. De cursor verschijnt, wij zijn klaar voor ons avontuur.

## Gasten
1. Brian Dutton (vertolkt door Michael Pocaro): Dutton vocht al zijn hele leven met zijn gevoelens. Als kind zag hij zijn oudere broer, met wie hij een slechte relatie had, door het ijs zakken en verdrinken. Hierdoor zag hij dat er een alternatieve manier was om problemen op te lossen, namelijk simpelweg door degene die een probleem veroorzaakt uit de weg te ruimen. Dutton had een eigen winkel in het dorp waar hij goederen verkocht aan de mysterieuze Stauf. Dutton keek op tegen Stauf, om hoe die zijn rijkdom vergaard had en zijn problemen oploste, en was zeer verheugd toen hij zijn uitnodiging kreeg. Net zo succesvol zijn als Stauf, dat was zijn wens.
2. Julia Heine (vertolkt door Julia Tucker): Heine werkte bij de plaatselijke bank en was ontevreden met haar leven. Als ze in de spiegel keek zag ze enkel een oude vrouw, in plaats van de mooie jonge dame die ze voorheen was. Ze raakte aan de drank en vergat vaak dat ze moest werken, waardoor ze werd ontslagen. Stauf wist dat ze speciaal was, de uitnodiging bewees dat. Als ze maar weer jong kon zijn, dan kon ze de wereld weer aan. Jong zijn, dat was haar wens.
3. Hamilton Temple (vertolkt door Ted Lawson): De grote Hamilton Temple was zo groot niet meer. De magiër was zijn magie verloren. Temple bracht de grootste shows maar zijn vingers konden de simpelste truc niet meer uitvoeren. Hij had het konijn voor het laatst uit zijn hoed getoverd. Zijn hele leven lang vroeg Temple zich af of magie echt bestond, zijn magie was enkel trucage. Stauf's magie leek echt. Weten of magie echt bestaat, en of hij het kon bezitten, dat was zijn wens.
4. Martine Burden (vertolkt door Debra Ritz Mason): De sensuele Martine Burden was terug in het dorp, dat ze eerder verliet toen ze de kans kreeg. Ze was het liefje van een rijke man en verdween uit het dorp. Nu was ze door hem verlaten en teruggekomen naar het dorpje waar ze ooit tot Miss Harley-on-the-Hudson gekroond werd. De enige met klasse was die nieuwe man, Henry Stauf. Burden wilde zich weer koninklijk willen voelen. Macht hebben was haar wens.
5. Edward Knox (vertolkt door Larry Roher): Arme Edward, hij moest zijn leningen afbetalen maar had geen geld meer. Hij wilde vluchten van zijn leven maar daar was Elinor. Zij hield nog steeds van hem, maar hij al jaren niet meer van haar. Misschien zou deze uitnodiging zorgen voor een positief banksaldo en een nieuw begin, dat was zijn wens.
6. Elinor Knox (vertolkt door Jolene Patrick): Elinor wist dat er financiële problemen waren. Hoe erg wist ze niet, maar die duistere mannen die om geld kwamen vragen betekenden niet veel goeds. Zij, meer dan Edward, was een slachtoffer van de situatie. Hoewel ze eruitzag als normale vrouw, zag ze soms dingen heel duidelijk. Zelfs donkere dingen, onzichtbaar voor anderen. Toen kwam die vreemde brief, waarin meneer Stauf vroeg of ze naar zijn landhuis wilden komen. Ze hadden Stauf nog nooit ontmoet, maar Edward stond erop dat ze zouden gaan. Elinor had twijfels, maar ook een wens. Opnieuw beginnen, met Edward, dat was haar wens.
7. Tad Wilson (vertolkt door Douglas Knapp): Wilson woonde naast het landhuis. Zijn moeder waarschuwde hem altijd om daar weg te blijven, maar wanneer zijn vrienden hem uitdagen, na een potje doen, durf, of de waarheid, gaat Wilson via een raam het huis binnen. Wilson wilde het huis enkel weer uit maar herleefde hetzelfde verhaal elke keer opnieuw. De enige manier om dit te stoppen is om Staufs laatste puzzel op te lossen, het landhuis zelf.

## Puzzels
Het spel bestaat uit diverse puzzels. Kritiek op het spel was dat de speler in sommige puzzels Engelstalige zinnen of woorden dient te maken wat niet zo evident is wanneer men de taal niet goed onder de knie heeft.
| Puzzel        | Omschrijving |
| ------------- | --- |
| Cake          | Op een cake staan enkele afbeeldingen. De cake dient zo gesneden te worden dat elk stuk een afbeelding bevat van een grafsteen, een schedel en een blanco stuk. |
| Conservenblik | Op een aantal planken staan 33 conservenblikken met een letter erop. De speler dient deze zo te schikken dat deze een zin vormen bestaande uit acht woorden. Er zijn alleen medeklinkers, waaronder de Y. |
| Telescoop     | Wanneer de speler door de telescoop kijkt, ziet hij een spelbord met diverse letters. De bedoeling is dat er een lijn wordt getrokken door de verschillende letters zodat deze uiteindelijk een zin vormen. |
| Bed           | Op een bed ligt een bedsprei met daarop bloemen, letters en sterren. Door een bepaald algoritme te volgen, kan men een Engelstalige zin vormen waarbij als spatie een ster dient aangeklikt te worden. |
| Loper         | Op een schaakbord staan een aantal witte en zwarte lopers. Deze kunnen enkel diagonaal verplaatst worden. De lopers moeten zo gezet worden dat ze niet schaak staan. |
| Hartenpuzzel  | |
| Koninginnen   | Op een schaakbord staan 8 koninginnen. De speler dient de 8 koninginnen zo te plaatsen dat er op een rij (zowel horizontaal, verticaal als diagonaal) geen twee stukken staan. |
| Kisten        | Een aantal kisten staan op elkaar opgesteld. De speler dient deze te verplaatsen zodat er een opening ontstaat waar hij door kan. |
| Crypte        | In een crypte staan enkele doodskisten al dan niet geopend. Door het sluiten van een kist zullen er een of meerdere kisten openen en omgekeerd. De bedoeling is dat de speler alle kisten gesloten krijgt. |
| Kaarten       | Op een tafel liggen 27 speelkaarten. De speler moet alle kaarten omgedraaid krijgen, maar dat is enkel mogelijk wanneer ze verticaal of horizontaal aanpalen. |
| Ridders       | Op een schaakbord staan enkele witte en zwarte ridders. De bedoeling is dat de speler deze van plaats wisselt zodat de witte ridders op de vakken komen waar initieel de zwarte stonden en omgekeerd. Men kan enkel de stukken in een L-vorm verplaatsen, wat overeenkomt met de geldige zetten van een paard. |
| Geldpuzzel    | Op de speeltafel liggen 36 geldstukken. De bedoeling is om alle muntstukken om te draaien, maar dat kan alleen maar wanneer er links of rechts een stuk ligt. Men kan uiteraard de geldstukken verschuiven naar een ander vak. |
| Spinnen       | Op het speelbord staan enkele stippen die onderling verbonden zijn met lijnen. De speler dient twee stippen aan te duiden die met zulk een lijn zijn verbonden. Een spin zal dan lopen naar het eerste punt en vervolgens naar het tweede punt. Daar blijft ze staan en het tweede punt verdwijnt. De bedoeling is om alle punten op het speelbord in spinnen te laten veranderen. |
| Afbeelding    | Er wordt een foto getoond die uit enkele stukken bestaat. Elk stuk bevat aan de ene kant het correcte beeld en op de achterkant het negatief. Voor elke rij en kolom staat er een drukknop waarmee men de betreffende stukken uit die rij/kolom kan omdraaien. Bedoeling is om de foto correct te laten tonen (dus niet het negatief) |
| Blokpuzzel    | De blokpuzzel bestaat uit enkele roterende schijven met daarop een letter. De speler ziet steeds de letters van drie van zulke schijven. Door rond te draaien kan hij woorden vormen. De bedoeling is om de rollen zo te draaien dat men drie bestaande woorden maakt die men van links naar rechts kan lezen. Het is mogelijk om de rollen zowel verticaal als horizontaal te draaien |
| Vloerpuzzel   | De vloer bestaat uit tegels met elk een kleur. De speler dient over de vloer te gaan van een voorgedefinieerd begin- naar een eindpunt. Naargelang de kleur van de tegel kan men deze een, twee of drie keer betreden. Daarna stort deze de tegel naar beneden. |
| Microscoop    | Dit is de enige puzzel waarvoor geen logische oplossing bestaat. Er wordt een speelbord getoond met 49 vakjes. In de linkerbovenhoek en rechteronderhoek is een groene druppel, in de linkeronderhoek en rechterbovenhoek een blauwe druppel. De speler heeft de blauwe kleur. De speler dient een vak aan te klikken dat grenst aan een blauwe druppel. De blauwe druppel zal zich dan splitsen zodat er in het aangeklikte vak ook een blauwe druppel komt. Daarna is Stauf aan de beurt. De groene druppels kunnen over de blauwe springen waardoor deze laatste ook een groene kleur krijgen. Omgekeerd is dit ook zo. Wanneer alle vakken zijn gevuld, wordt er gecontroleerd van welke kleur er de meeste druppels zijn. De bedoeling is uiteraard dat het blauw overheerst. |
| Piano         | De piano speelt een noot. De speler dient deze te herhalen. Indien correct zal de piano deze noot opnieuw spelen, gevolgd door een tweede noot,... De speler dient dit na te spelen. Dit spel is gebaseerd op Simon. |
| Portret       | Er wordt een portret getoond met vierkante blokjes. Elk blokje heeft vier afbeeldingen. Met die blokjes kan men 3 portretten maken van Stauf: de normale versie, een versie in de vorm van een rode duivel en een versie in de vorm van een groene reptiel. Rond het portret staan enkele drukknoppen waarmee een voorgedefinieerd algoritme een of meerdere blokken draait. Bedoeling is om eerst de gewone versie van Faust te laten tonen, daarna de rode, vervolgens de gele en ten slotte de andere gewone. |
| Messen        | In een deur zitten negen messen. Bedoeling is dat men een soort van haasje-over doet. Nadat men over een mes springt, zal dat verdwijnen. De bedoeling is om nog één mes over te hebben. |
| Ramen         | Er wordt een maquette van het Stauf-huis getoond. Het huis bestaat uit enkele verdiepingen waar elke kamer een raam heeft. De ramen bestaan uit een van volgende vormen: rond, vierkant, halfrond en vierkant-met-boog. Wanneer men op een raam klikt, zal het licht aangaan. De speler begint op het gelijkvloers. Bedoeling is om bovenaan te geraken. De vorm van het raam waarop wordt geklikt, zal beslissen welke volgende ramen men kan aanklikken (bijvoorbeeld: na het klikken op een rechthoekig raam kan de speler enkel een raam aanklikken dat zich links van dat rechthoekig raam bevindt). |
| Doolhof       | Pas wanneer alle bovenstaande puzzels zijn opgelost, kan de speler naar de kelderverdieping. Dit is een doolhof waarin de speler zijn weg moet vinden. |

## Vervolgdelen
The 11th Hour
In navolging van het succes van The 7th Guest komt The 11th Hour. Na dit deel was het geruime tijd erg stil rond deze spellen.
The 13th Doll
Fans van The 7th Guest zijn begonnen aan een derde versie van het spel genaamd The 13th Doll. The 13th Doll wordt een sequel op The 7th Guest en een prequel op The 11th Hour. De jonge hoofdpersoon uit The 7th Guest wist het huis te ontsnappen, maar wordt nu geplaagd door waanbeelden overgehouden aan het huis van Henry Stauf.

## Heruitgave
Het Franse softwarebedrijf DotEmu, dat zich toespitst op het opnieuw uitbrengen van klassieke games, heeft begin februari 2012 The 7th Guest (Windows, iOS) en The 11th Hour (alleen nog Windows) aan haar collectie toegevoegd.
The 7th guest III: The collector
De makers van The 7th Guest hebben geprobeerd na te 11th Hour een deel 3 te maken. Dit deel, The 7th Guest III: The Collector, is echter nooit van de plank gekomen.

## Ontvangst
| Beoordeeld door                | Jaar | Platform | Score |
| ------------------------------ | ---- | -------- | ----- |
| GamePro (US)                   | 1994 | CD-i     | 100%  |
| neXGam                         | 2009 | CD-i     | 93%   |
| The CD-i Collective            | 2004 | CD-i     | 80%   |
| Just Games Retro               | 2006 | DOS      | 80%   |
| Tap-Repeatedly/Four Fat Chicks | 2002 | Windows  | 80%   |
| Slide to Play                  | 2010 | iPad     | 75%   |
| RPGFan                         | 2011 | iPhone   | 70%   |
| Adventure Gamers               | 2003 | Windows  | 60%   |
| Adventure Gamers               | 2003 | DOS      | 60%   |
| Adventure Classic Gaming       | 1997 | DOS      | 40%   |

## Trivia
- Het spel is opgenomen in het boek 1001 Video Games You Must Play Before You Die van Tony Mott